# Форматы пакетов программ Linux
Форматы пакетов — форматы файлов, используемых системами управления пакетами операционных систем на основе Linux и GNU. Основные виды форматов пакетов:
- Бинарные (двоичные) пакеты (только исполняемые файлы)
- Пакеты, включающие исходные коды программ

## Примеры
- deb — формат пакетов операционных систем проекта Debian. Используется также их производными, такими как Ubuntu, Knoppix и другими
- ebuild — файл, содержащий информацию о том, как получить, скомпилировать и установить пакет в Gentoo
- RPM — RPM Package Manager, разработанный Red Hat, в данный момент используется многими другими дистрибутивами Linux, например openSUSE и Mandriva Linux
- PiSi — используется дистрибутивом Pardus
- tgz или tar.gz — стандартный tar + gzip файл, возможно с дополнительными управляющими файлами — используется Slackware и некоторыми другими дистрибутивами, или, в некоторых случаях, при распространении простых[1], сделанных вручную пакетов программ
- MO — используется Slax
- PUP и PET — используются Puppy Linux[2]
- pkg.tar.xz — стандартный tar + xz, возможно с дополнительными управляющими файлами. Используется Arch Linux.
- PKGBUILD — скрипт, используется Arch Linux, содержащий информацию о том, как получить, скомпилировать и собрать бинарный пакет. Все такие скрипты находятся в Arch User Repository (AUR).